# Rémségek cirkusza (regény)
A Rémségek cirkusza (eredeti címén Cirque du Freak) Darren Shan ír író ifjúsági horrorregénye, a Vámpír könyvek című tizenkét részes sorozatának nyitó kötete. A történet ezen belül összefüggő trilógiát (Vámpírvér) alkot a 2. és 3. kötettel (A vámpír inasa, A vérszipoly), melyekkel együtt bemutatja a főhős vámpírrá válását és beilleszkedését az „éjszaka gyermekeinek” világába. Először az Egyesült Királyságban jelent meg 2000-ben, és pozitív kritikái mellett rendkívül népszerűvé vált az ifjúság körében – el is nyerte a brit könyvkereskedők nagydíját. Magyarországon 2001-ben jelent meg, itt is komoly sikert aratott. Számos nyelvre lefordították.

## Története
|  | Alább a cselekmény részletei következnek! |

A történet egyes szám első személyben íródott, főhőse a kiskamasz Darren Shan. Darren egy meg nem nevezett városban él szüleivel és húgával egy kertes házban. Alapvetően jó gyerek, nem túl rossz tanuló, ám a legjobb barátja, Steve Leonard (aki magát csak Steve Leopardnak nevezi) erőszakos, furcsa fiú – egyedül Darren a barátja. Egy nap Steve tudomást szerez egy különleges vándorcirkuszról, és beszerez két jegyet a Cirque du Freak előadására, amelyről ijesztőbbnél ijesztőbb történetek keringenek. Darren kiszökik vele az éjszakai produkcióra.
A cirkusz valóban beváltja a hozzá fűzött reményeket: igazi mutánsok (szakállas nő, hűtőszekrénnyi ételt elfogyasztani képes óriás, végtagjait levágva azt újranövesztő nő, kígyótestű és -nyelvű fiú…) szolgálják a közönség borzongását. Még egy igazi vérfarkast is bemutatnak, amely vérengzésbe kezd – a cirkuszigazgató, a félelmetes sebességgel közlekedni képes Mr. Tall és a stáb azonban megakadályozza, és a halálos sebeket is begyógyítják. A halálra rémült közönség fellélegezhet: ez is csak az előadás része volt. Darren számára mégsem ez a legmaradandóbb élmény, hanem amikor bizonyos Larten Crepsley, egy vörös hajú, fakó, sebhelyes bőrű férfi kezd el pókjával, Madame Octával bűvészkedni. Darren ugyanis, mint azt már a könyv elején is olvasni lehetett, rajong a szőrös, nyolclábú állatokért, különösen a nagy és halálos példányokért. Márpedig Madame Octa mindkét kritériumot bőségesen teljesíti.
Darrent az sem tántorítja el a nagy pók megszerzésének tervétől, hogy Steve és Mr. Crepsley beszélgetése során meglehetősen furcsa dolgok derülnek ki a pókidomárról – jelesül, hogy vámpír, és hogy Steve maga is szeretne az lenni. A vámpír azonban elutasítja őt, mondván, hogy rossz a vére, a gyerek pedig dühösen távozik. Darren a hallottak ellenére egy nap beoson a cirkusz területére, és elcseni a kalitkába zárt, hatalmas Madame Octát, míg Mr. Crepsley egy koporsóban alussza álmát.
Ezzel a lopással kezdődik Darren kálváriája. Steve-et ugyanis megcsípi a pók, amikor Darren megmutatja neki, és élettelenül rogy össze, ráadásul a pánik közepette megjelenik Mr. Crepsley, aki kezdettől fogva tudta felsőbbrendű érzékei révén, mi történt Madame Octával. A vámpír furcsa ajánlatot tesz a fiúnak: ha az inasának áll, megmentheti a barátját. Darren, akinek választania kell családja és addigi normális élete, valamint Steve között, rááll a dologra, ám mindehhez az kell, hogy rövid időre „meghaljon” – Crepsley óvatosan eltöri a nyakát, és bead neki egy szert, amitől napokig élettelennek látszik. Miután úgy rendezik el, mintha Steve csak rosszul lett volna, Darren pedig ijedségében kiesett az ablakon, és nyakát szegte, a család meggyászolja és eltemeti a fiút.
Az előre kijelölt határidőre Darren feléled a koporsóban, de nem kell sokáig várnia: Crepsley kiszabadítja, helyrerakja a törött nyakát, majd az ujjbegyein keresztül átömleszést ad neki a saját véréből. A vámpírvér komoly fájdalmakat okoz a fiúnak, aki immár félvámpírrá válik – fele olyan lassan öregszik, mint a vámpírok, de még így is ötször tovább él, mint az átlagember; érzékszervei megélesednek, ereje és sebessége megsokszorozódik és a teljes értékű vámpírokkal ellentétben a napra is kimehet komolyabb károsodás elszenvedése nélkül. A félvámpír Darren, Larten Crepsley inasaként mesterével tart a Rémségek Cirkuszába, azonban a temetőben baljós előjellel végződik a történet. Steve, aki Crepsley visszautasítása óta nyomozott utána, rájuk talál, és olyannyira feldühödik annak láttán, hogy Darrenből vámpír lett, hogy megfogadja: vámpírvadásznak áll.
Legközelebb a sorozat 8. kötetében találkoznak újra Steve-vel, aki szépen rászedi őket, mivel félig vérszipoly lett (a vérszipolyok és a vámpírok egykor "egyek" voltak).
A történet végén az is kiderül, hogy Darren és Steve gyakorlatilag féltestvérek.
|  | Itt a vége a cselekmény részletezésének! |

## Magyarul
- Darren Shan regényes története; ford. F. Nagy Piroska; Móra, Bp., 2001–2005 (Vámpír könyvek)
  - Rémségek cirkusza; 2001
- Rémségek cirkusza. Darren Shan regényes története, első könyv; ford. F. Nagy Piroska; Sztalker Csoport, Bp., 2019 (Poket)